# Нирбхая Вахини
Нирбхая Вахини (англ. Nirbhaya Vahini, бенг. নির্ভয়া বাহিনী, хинди निर्भया वाहिनी) — индийская неправительственная организация, волонтёрское подразделение национальной кампании «Честь для женщин», создана в январе 2014 года с целью прекращения насилия в отношении женщин.

## Предыстория
16 декабря 2012 года в Нью-Дели произошло групповое изнасилование, вызвавшее волну возмущения по всей Индии. Законы Индии об изнасиловании не позволяют средствам массовой информации использовать имя жертвы. Поэтому в публикациях указывались разные имена потерпевшей. Мать жертвы требовала справедливого судебного разбирательства. В поддержку было создано несколько общественных организаций, одной из которых стала «Нирбхайя Вахини».

## Основание
В январе 2014 года национальная кампания «Честь для женщин», созданная активисткой Манаси Прадхан, выступила учредителем Нирбхая Бахини в Одише и в семи других штатах страны. Наряду с восемью штатами движение также создано в таких мегаполисах, как Дели, Мумбаи, Ченнаи, Калькутта, Бангалор и Хайдарабад. Главным документом организации была провозглашена «Национальная дорожная карта прекращения насилия в отношении женщин» (англ. Ending Violence against Women: A National Roadmap), представляющая собой «Хартию из четырех пунктов» (англ. Four-Point Charter):
1. Полный запрет на торговлю спиртными напитками
2. Обучение женщин самообороне
3. Создание специальных силы охраны безопасности женщин в каждом районе
4. Ускоренный суд и специальные следственные и прокурорские подразделения по правам женщин в каждом округе[13][14]

Национальный координатор Манаси Прадхан заявила в Нью-Дели, что «Нирбхая Вахини будет играть важную роль в борьбе с насилием в отношении женщин. Работа организации будет включать в себя оказание давления на правительства штатов Индии с целью немедленного выполнения требований из четырех пунктов».

## Структура
Нирбхая Бахини была сформирована из тысяч добровольцев из всех регионов Индии. В число женщин волонтеров входили представительницы различных слоев общества: от работающих женщин, домохозяек до студентов.

## Деятельность
По состоянию на 2024 год организация насчитывает более 20 000 волонтеров в Индии и более чем 4 000 по всему миру, проводит консультации и тренинги, а также взаимодействует с должностными лицами, чтобы обеспечить учет гендерной проблематики в политике Индии. С другой стороны, Организация проводит «Нирбхая Саморох» — ежегодное мероприятие, которое объединяет лидеров из разных областей, внесших вклад в гендерное равенство, и представляет собой серю общественных акций, направленных на изменение мышления и повышение осведомленности женщин.